# مارات دادوف
مارات دادوف (اوکراینی: Марат Магомедович Даудов؛ زادهٔ ۳ اوت ۱۹۸۹) بازیکن فوتبال اهل اوکراین است.
از باشگاه‌هایی که در آن بازی کرده‌است می‌توان به باشگاه فوتبال گاندزاسار کاپان، باشگاه فوتبال استال آلچفسک، و باشگاه فوتبال زوریا لوهانسک اشاره کرد.